# 印度小鱗鰣
印度小鱗鰣為輻鰭魚綱鲱形目鲱科的其中一種，分布於亞洲印度、孟加拉、尼泊爾、巴基斯坦的淡水流域，體長可達20公分，棲息在河川中下游、溝渠、池塘，可做為食用魚。

## 擴展閱讀
維基物種上的相關：印度小鱗鰣